# Municipio de Carrigan
El municipio de Carrigan (en inglés: Carrigan Township) es un municipio ubicado en el condado de Marion en el estado estadounidense de Illinois. En el año 2010 tenía una población de 380 habitantes y una densidad poblacional de 4,17 personas por km².

## Geografía
El municipio de Carrigan se encuentra ubicado en las coordenadas 38°41′32″N 89°5′6″O / 38.69222, -89.08500. Según la Oficina del Censo de los Estados Unidos, el municipio tiene una superficie total de 91.02 km², de la cual 91,02 km² corresponden a tierra firme y (0 %) 0 km² es agua.

## Demografía
Según el censo de 2010, había 380 personas residiendo en el municipio de Carrigan. La densidad de población era de 4,17 hab./km². De los 380 habitantes, el municipio de Carrigan estaba compuesto por el 97,89 % blancos, el 1,58 % eran amerindios, el 0,26 % eran asiáticos, el 0,26 % eran de otras razas. Del total de la población el 0,53 % eran hispanos o latinos de cualquier raza.